# Pseudocercospora tibouchinae
Pseudocercospora tibouchinae är en svampart som först beskrevs av Viégas, och fick sitt nu gällande namn av Deighton 1987. Pseudocercospora tibouchinae ingår i släktet Pseudocercospora och familjen Mycosphaerellaceae.   Inga underarter finns listade i Catalogue of Life.